# Haby Niaré
Haby Niaré (* 26. Juni 1993 in Mantes-la-Jolie) ist eine französische Taekwondoin. Sie ist 1,76 Meter groß und startet in der Gewichtsklasse bis 67 Kilogramm.
Niaré kam mit zehn Jahren zum Taekwondo, sie startet für den Verein Taekwondo Val de Seine. Ihre ersten internationalen Titelkämpfe bestritt sie 2009 in Trelleborg, wo sie Junioreneuropameisterin werden konnte. Im folgenden Jahr erkämpfte sie bei der Juniorenweltmeisterschaft in Tijuana Silber und debütierte wenig später im Erwachsenenbereich bei der Europameisterschaft in Sankt Petersburg, wo sie überraschend in der Klasse bis 62 Kilogramm ihren ersten EM-Titel erringen konnte. Die erste Weltmeisterschaft 2011 in Gyeongju verlief weniger erfolgreich, Niaré schied im Auftaktkampf aus. Dafür konnte sie in Manchester auch bei ihrer zweiten Europameisterschaft 2012 in der Klasse bis 67 Kilogramm das Finale erreichen. Nach einer Niederlage gegen Nur Tatar gewann sie Silber.
2010 wurde Niaré erstmals Französische Meisterin.